# 德福花園

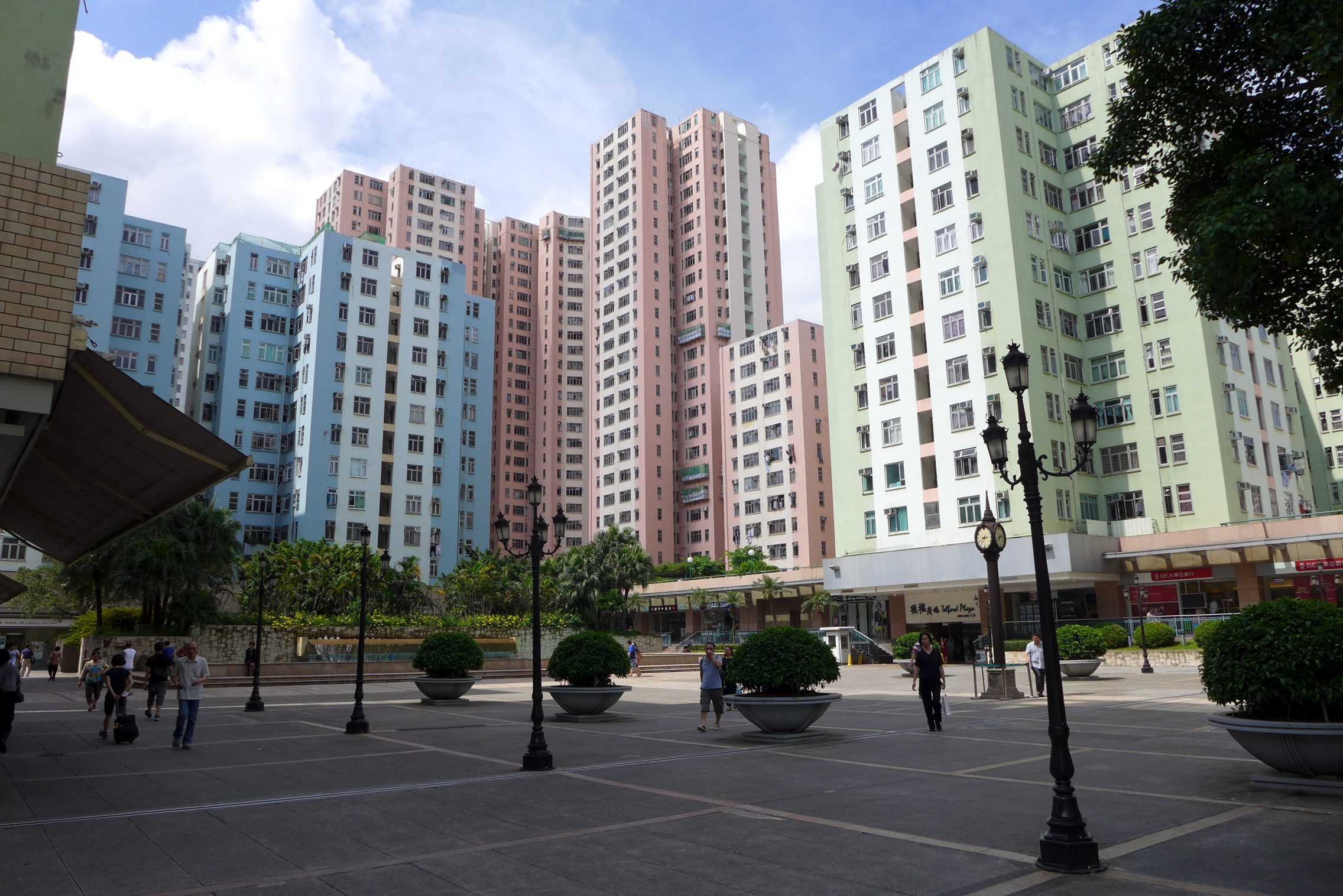
德福花園平台

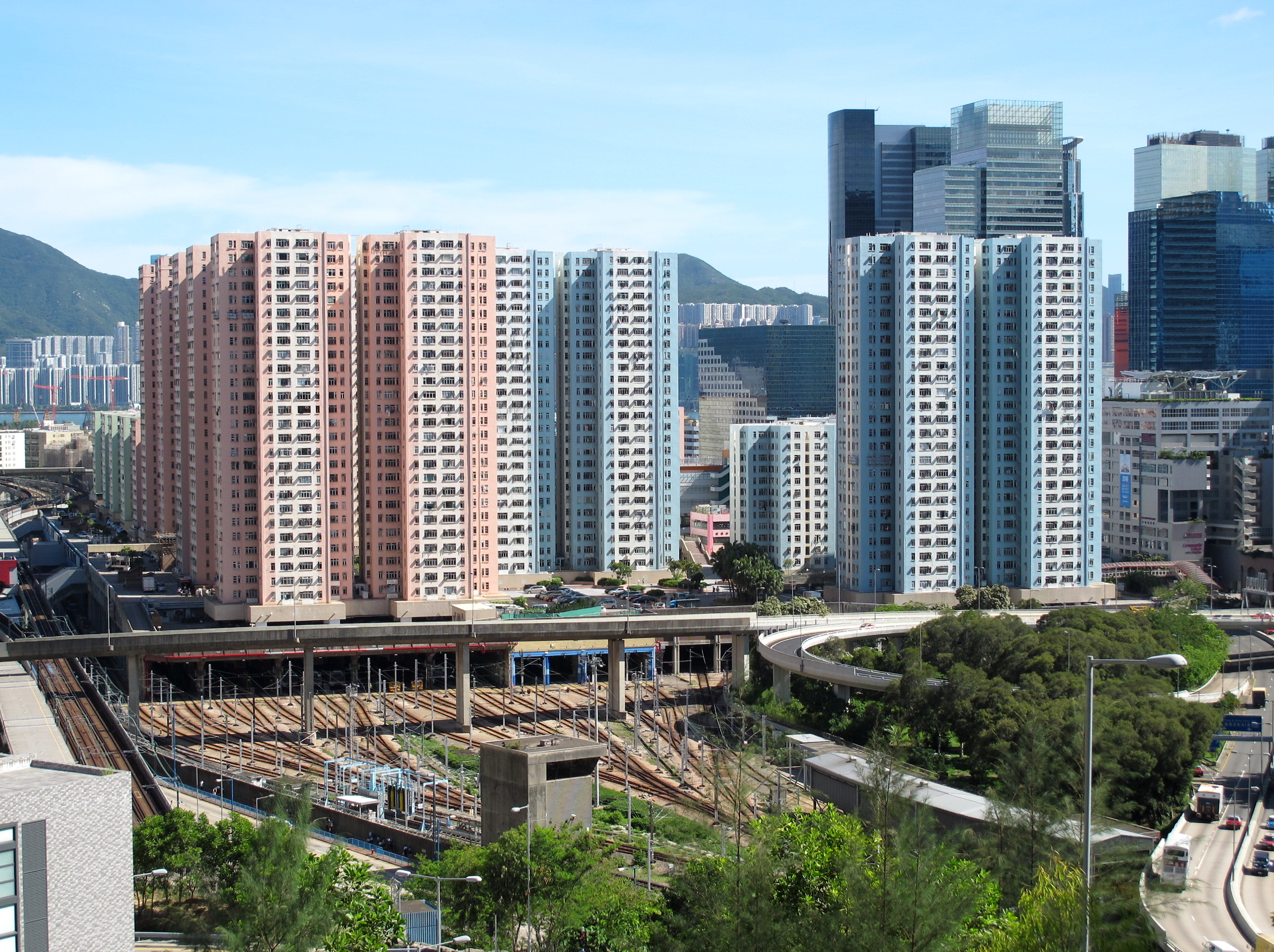
遠眺德福花園

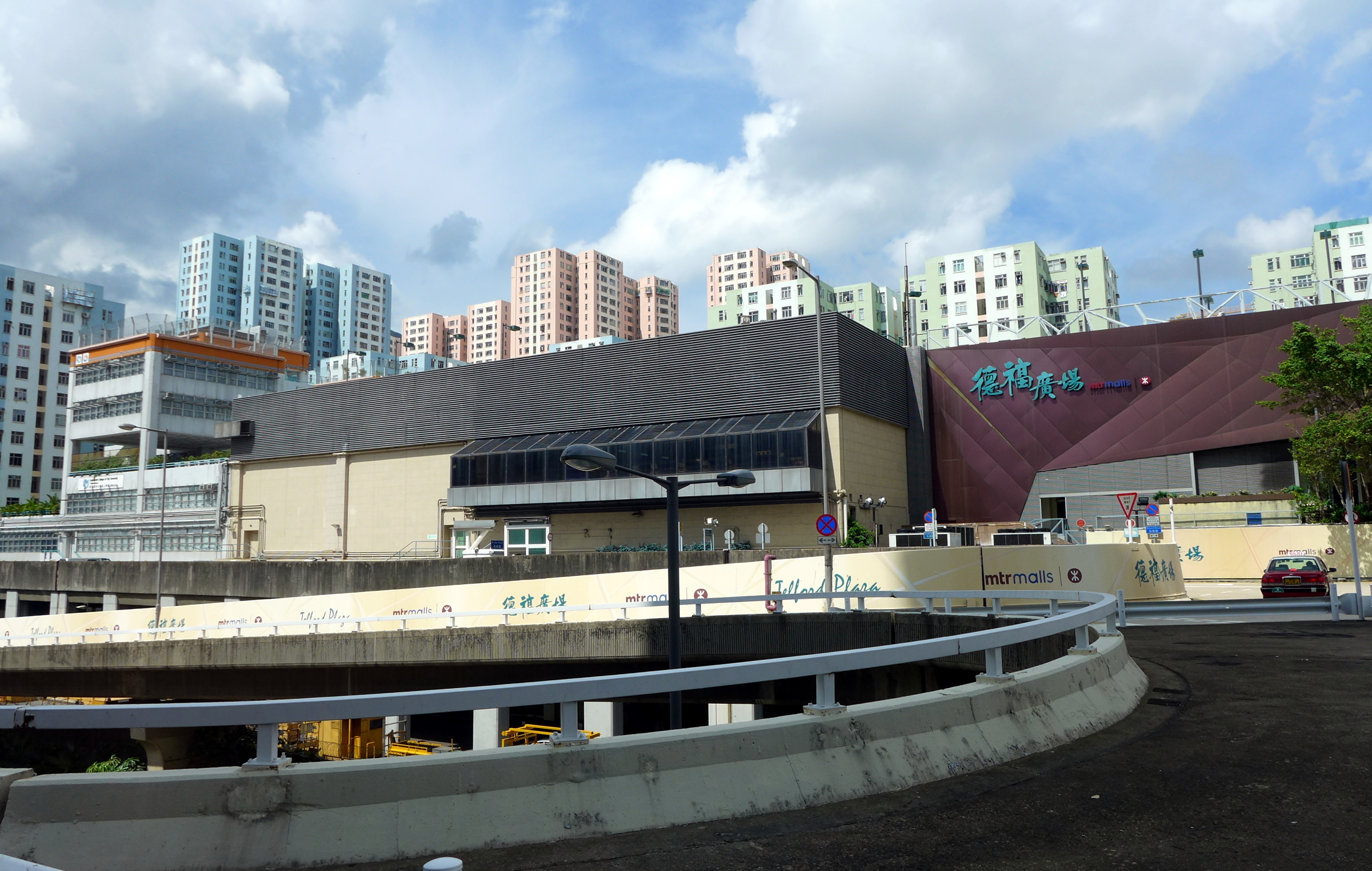
左方為香港城市大學專上學院、中間為「德藝會」會所；右方為重建後的戲院大樓

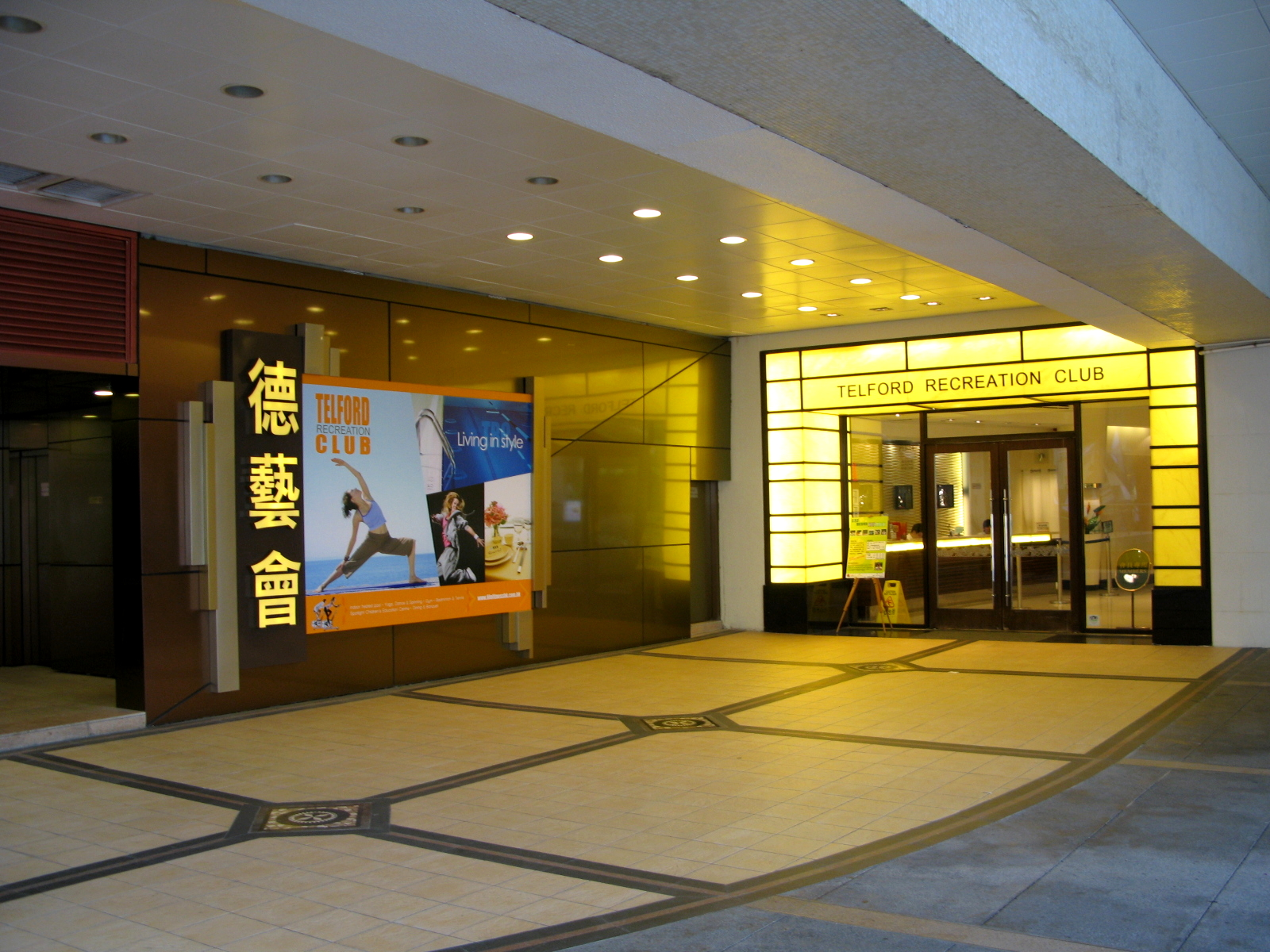
「德藝會」會所

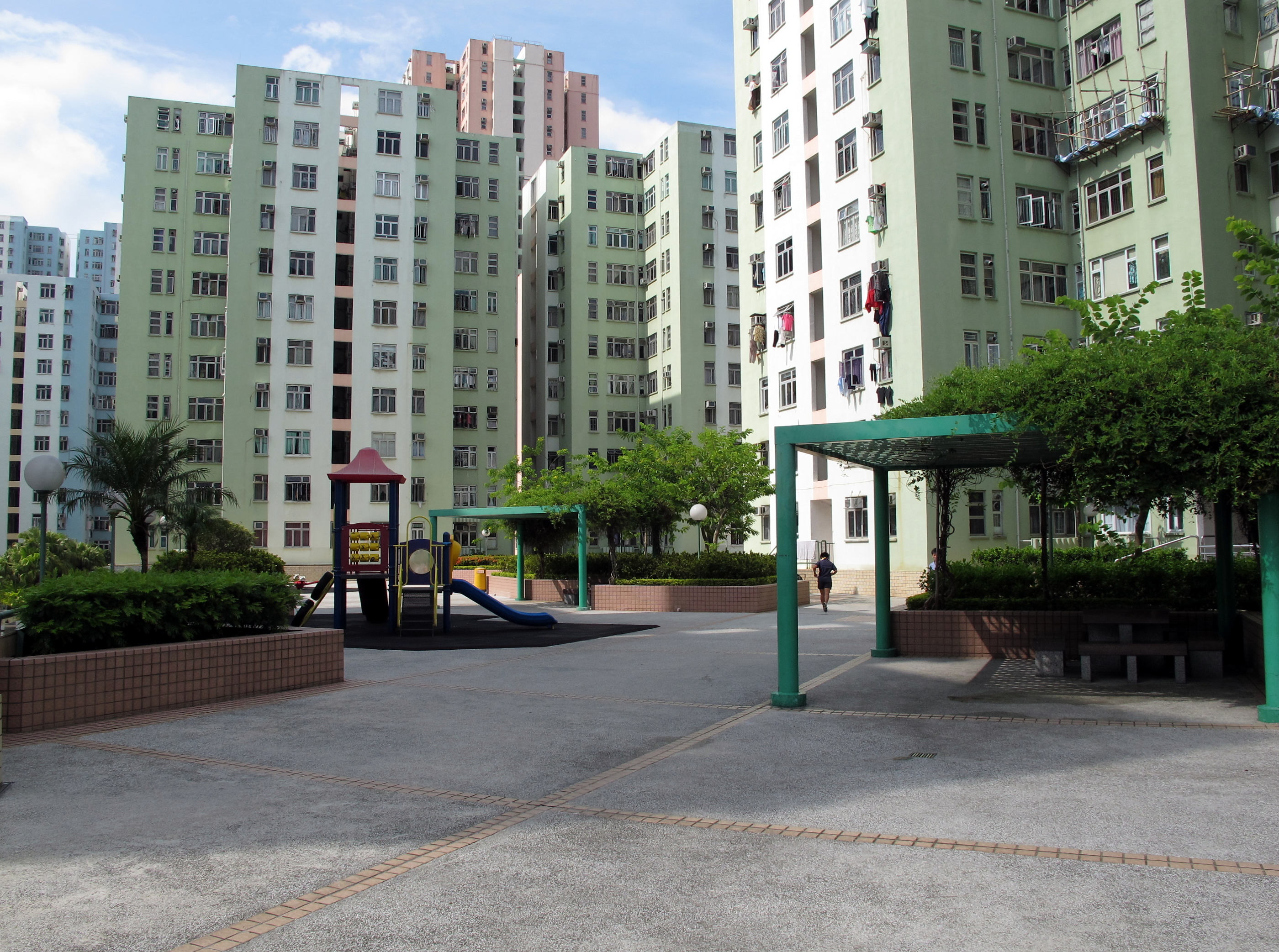
高層平台主要為兒童遊樂設施

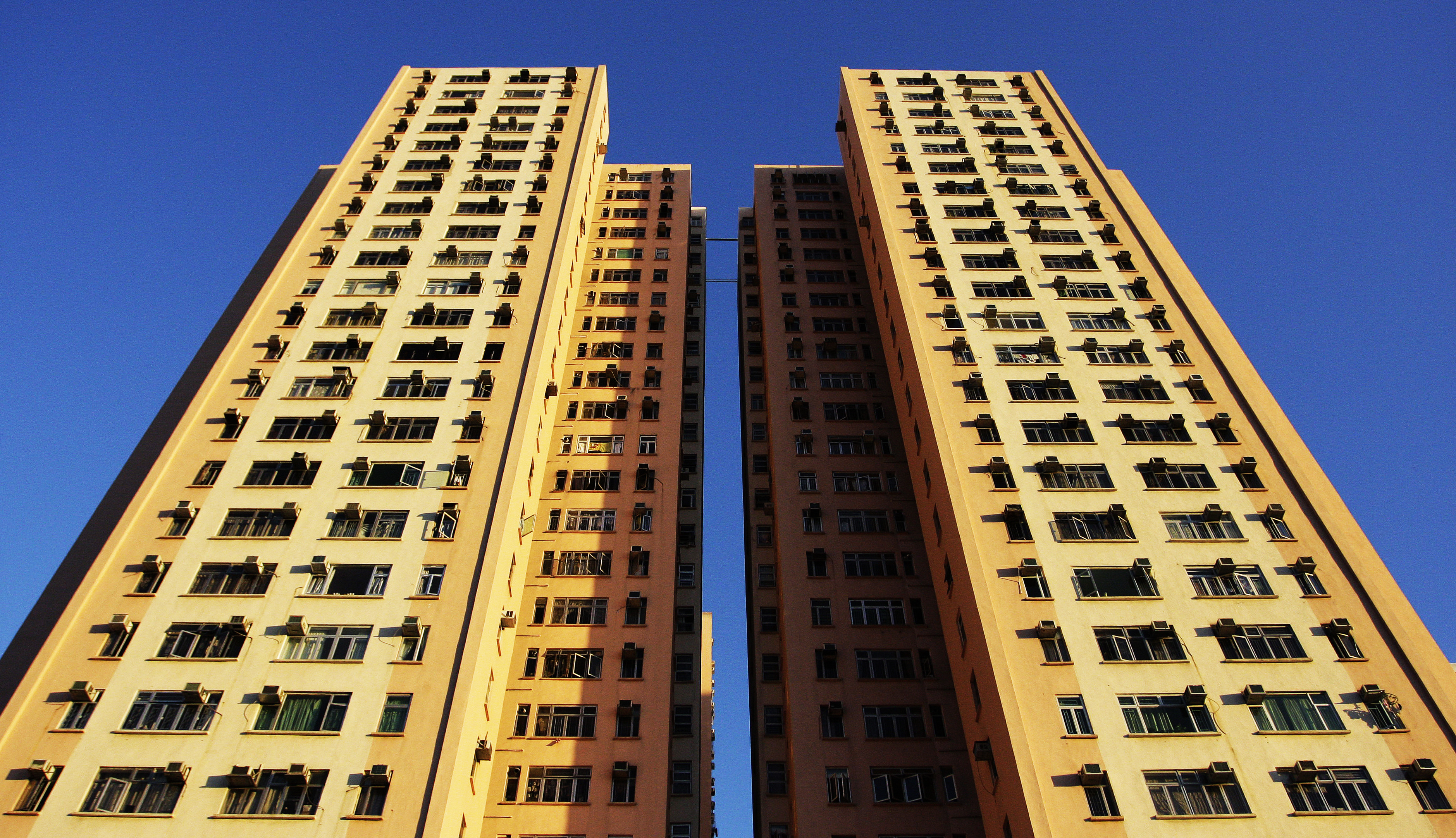
德福花園U1及U2座

德福花園（英語：Telford Gardens）是位于香港九龍九龍灣港鐵車廠的上蓋物業，由前地下鐵路公司（今改組為港鐵公司）聯同由恆隆地產及合和實業合組的德福發展有限公司（Telford Development Co.Ltd.）合作發展，由胡應湘、巴馬丹拿及興業建築師事務所聯手設計，由合和建築及瑞安建築聯手興建，由港鐵公司管理。德福花園建於初填海地上，1970年代初以前是整個九龍灣都是修船廠和打鐵廠。德福花園於1980年至1982年分階段落成入伙，香港政府初期購入過部份單位為消防人員和警務人員的宿舍，亦因為屋苑接近前啟德機場，各航空公司亦曾經購入部份單位作為員工宿舍；現時大部份航空公司物業皆已經售出，政府仍持有近1000個單位作宿舍用途。德福花園的發展利潤由港鐵公司佔50%，合和實業、恆隆地產各佔25%。它與附近的牛頭角淘大花園及得寶花園，是九龍灣置業熱門樓盤，故獲合稱「九龍灣三寶」。

## 屋苑特色
德福花園位於港鐵九龍灣車廠上蓋，港鐵九龍灣站旁，整個屋苑共有41座住宅樓宇，分別以21個英文字母順序排列，其中只有L座為單一樓宇座號，其餘均為兩座共用座號的形式，大部份同座號樓宇均共用地下大堂通道。由於德福花園位處前啟德機場附近，受制於建築物高度限制條例，故屋苑內所有樓宇皆介乎於11至26層之間。2000年代起，各大廈外牆分別髹上粉紅、粉綠及粉藍色；整個屋苑合共提供約5,000個住宅單位。以下為各大廈資料：
| 德福花園各座資料 | 德福花園各座資料 | 德福花園各座資料 | 德福花園各座資料 | 德福花園各座資料 | 德福花園各座資料 |
| ---------------- | ---------------- | ---------------- | ---------------- | ---------------- | ---------------- |
| 座號             | 類別             | 大廈層數         | 單位數目         | 入伙日期         |                  |
| A                | A                | 12               | 192              | 1980年5月        |                  |
| B                | A                | 12               | 191              | 1981年1月        |                  |
| C                | A                | 12               | 192              | 1980年8月        |                  |
| D                | A                | 11               | 176              | 1980年12月       |                  |
| E                | A                | 11               | 176              | 1980年12月       |                  |
| F                | A                | 11               | 176              | 1980年5月        |                  |
| G                | A                | 11               | 176              | 1980年5月        |                  |
| H                | A                | 11               | 176              | 1981年1月        |                  |
| I                | A                | 11               | 176              | 1981年2月        |                  |
| J                | A                | 12               | 192              | 1981年2月        |                  |
| K                | D                | 26               | 416              | 1981年2月        |                  |
| L                | B                | 12               | 96               | 1981年6月        |                  |
| M                | A                | 12               | 192              | 1981年6月        |                  |
| N                | D                | 26               | 416              | 1981年10月       |                  |
| O                | A                | 11               | 176              | 1981年9月        |                  |
| P                | A                | 11               | 176              | 1981年9月        |                  |
| Q                | A                | 11               | 176              | 1981年11月       |                  |
| R                | C                | 11／25           | 288              | 1982年2月        |                  |
| S                | D                | 25               | 400              | 1982年2月        |                  |
| T                | D                | 26               | 416              | 1982年2月        |                  |
| U                | D                | 26               | 416              | 1981年10月       |                  |

註1：樓宇類別

A：兩幢式；低層樓宇

B：單幢式；低層樓宇

C：兩幢式；低層及高層樓宇各一

D：兩幢式；高層樓宇
註2：大廈座號中之底色為該大廈外牆的主要色調。

## 屋苑設施
德福花園週邊設施包括大型購物中心德福廣場一期、二期，內有時裝店、戲院、銀行、酒樓食肆、百貨公司、大型電器家具連鎖店、連鎖金飾店等。德福廣場露天部份有銀行、幼兒園、社區中心、音樂及舞蹈陪訓中心、香港紫荊書院、診所等。
屋苑落成初期社區設施包括威靈頓英文中學（於2003年改為香港城市大學專上學院德福分部，後來改名香港伍倫貢學院，再於2023年遷出，原址改為香港紫荊書院）、德福幼稚園暨幼兒園、警務派出所（或稱報案室，位處原郵政局旁邊，已搬遷，郵政局其後遷往企業廣場一期，再於2023年遷往香港郵政大樓）、香港廉政公署分部（已搬遷）、滾軸溜冰場（現會所旁邊，已改建為銀行）等。低層平台設有公園休憩設施，有噴水池、廣場、魚池公園，高層平台則主要為兒童遊樂設施，及大部份住宅樓宇入口。
德福花園原設體育中心，到1996年改建為私人會所，並命名為「德藝會」，會所內有標準50米8線游泳池，4個網球場、健身室及大型宴會廳等。原以廉價向公眾開放，現已改為會員制，以2010年為例，會籍月費約為每人港幣10,000元。
德福廣場為連接港鐵九龍灣站與德福花園及九龍灣商貿區的主要通道，兩條行人天橋及橫過德福花園商場一期的行人通道均為24小時開放。
港鐵九龍灣車廠位於德福花園平台之下的地面，而港鐵公司總部亦建於德福花園隔鄰德福廣場二期上蓋，名為港鐵總部大樓；而旁邊另一座大樓則由恆生銀行整棟購入作後勤基地；而整個德福廣場二期由新世界發展有限公司及香港地下鐵路公司合作發展，王董建築師事務有限公司設計，協興建築有限公司承建。除港鐵總部大樓由港鐵企業保安部直接管理外，其餘部分物業管理則與德福花園一樣，都由港鐵公司物業管理部負責。
屋苑獲水務署頒發「大廈優質供水認可計劃－食水（管理系統）」金證書及「大廈優質供水認可計劃－沖廁水」金證書。

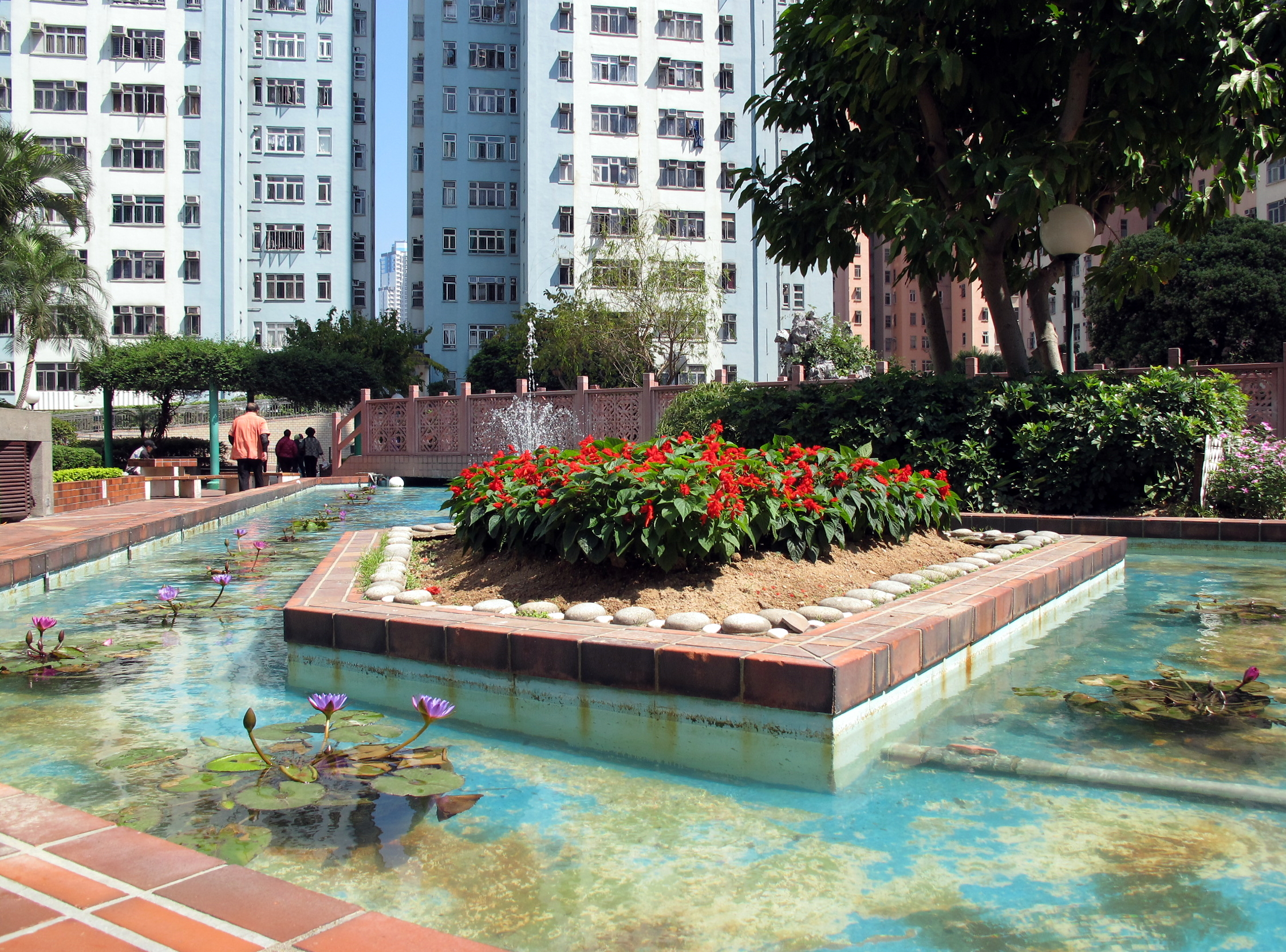
魚池公園（所有魚和龜已由漁農署帶走）
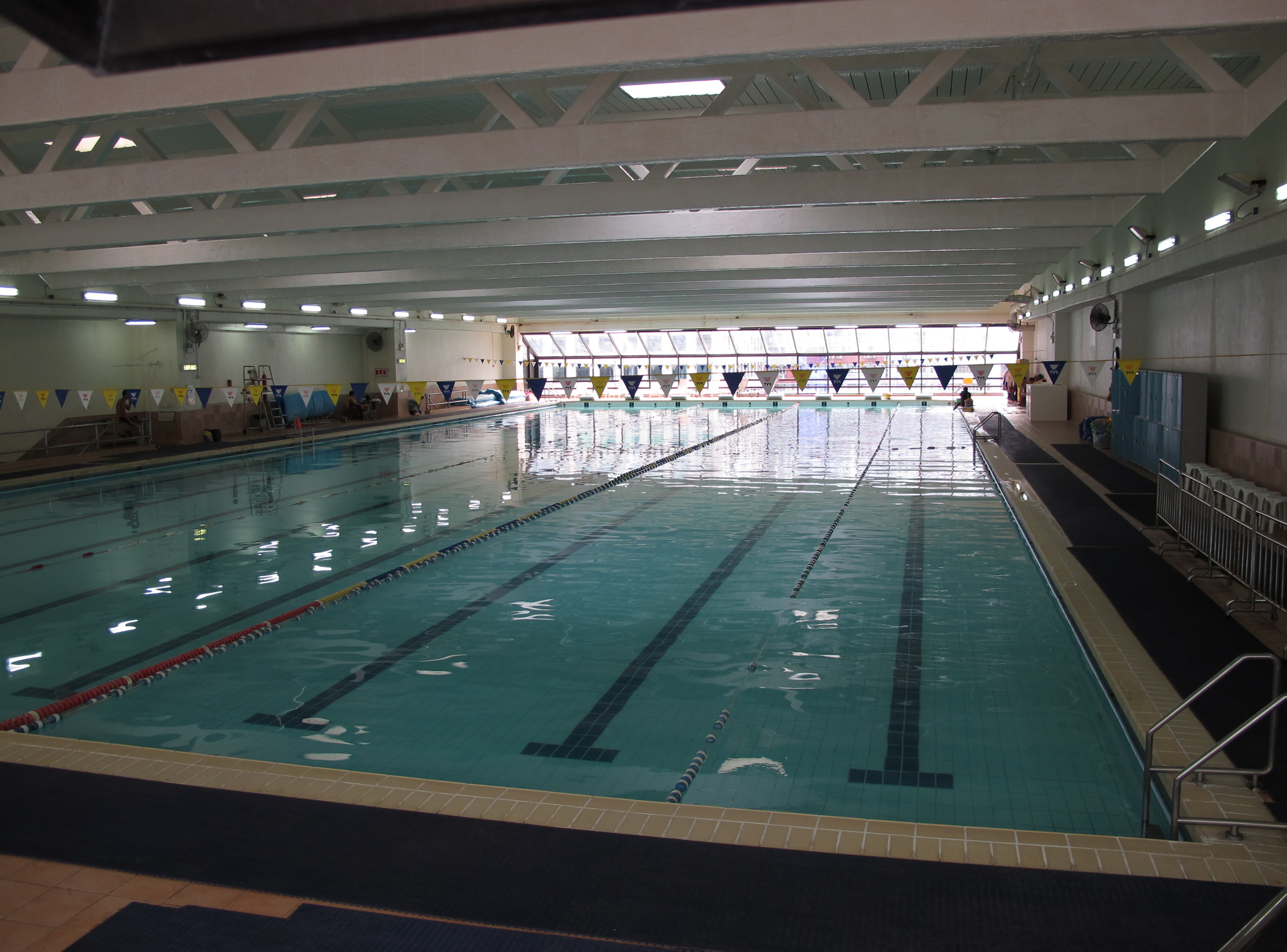
「德藝會」會所游泳池
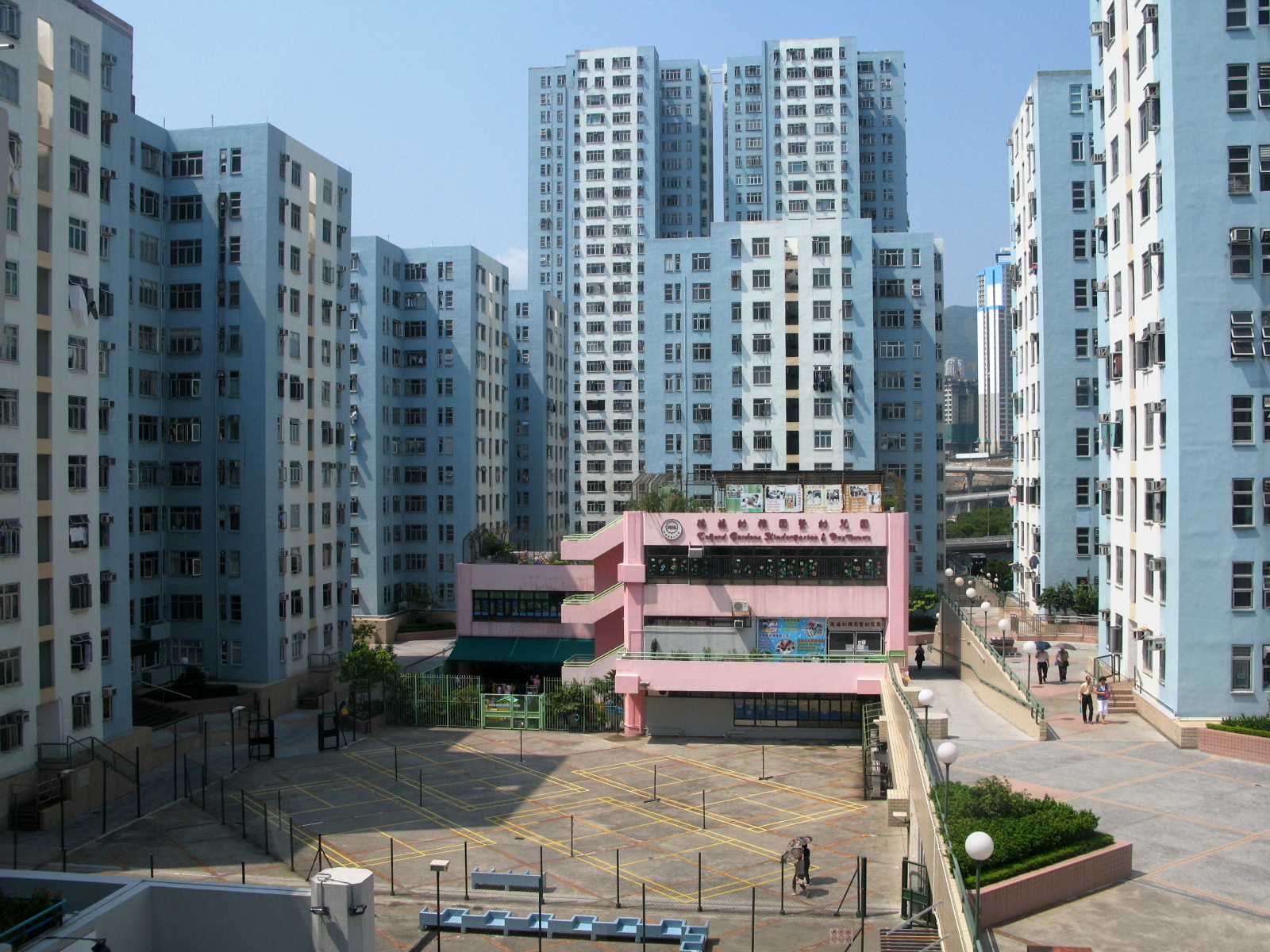
德福幼稚園暨幼兒園
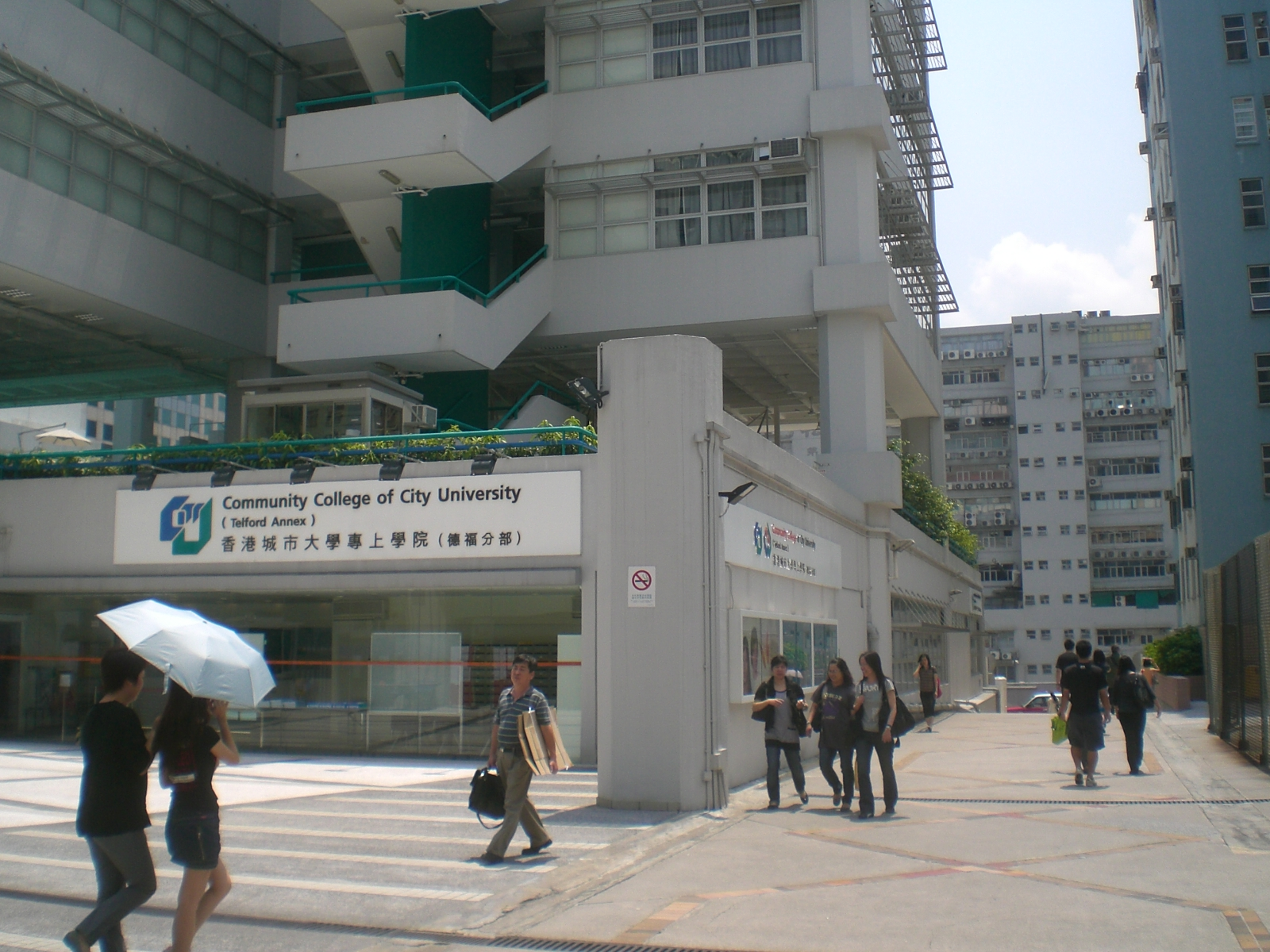
香港伍倫貢學院

## 事故

### 德福花園中催淚彈

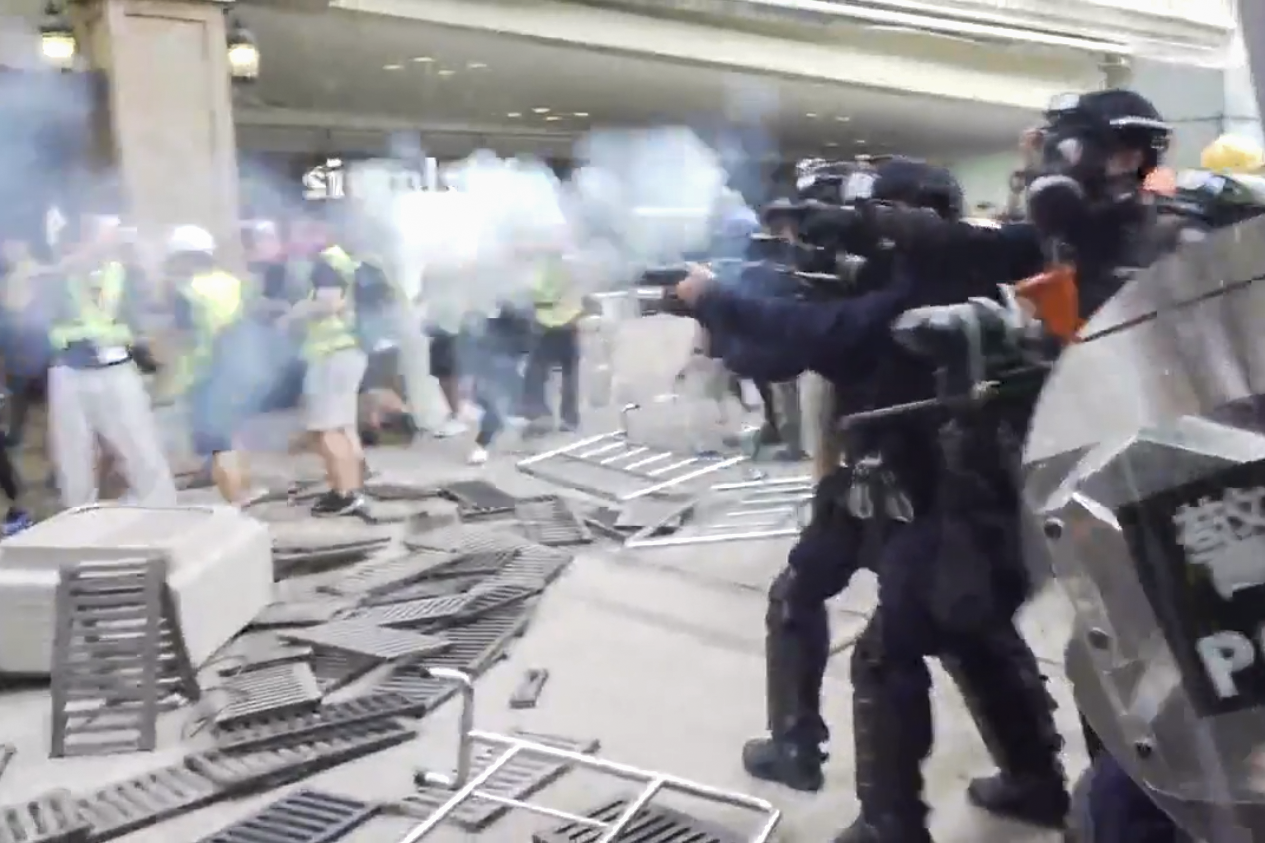
2019年8月24日，東九龍反送中遊行後，速龍小隊於MCL戲院對出的平台發射催淚彈

2019年8月24日，東九龍反送中遊行後，示威者與警方對峙，其後示威者從德福廣場及德福花園徹退。警方速龍小隊在德福花園施放多槍催淚彈。無裝備的市民表示，德福花園是民居，速龍成員施放催淚彈會令小朋友受驚嚇。

### 六死工業意外
1979年7月22日，德福花園C座發生嚴重工業意外，6名工人於C座地盤乘吊機前往高層工作，當上升至8樓時突然下墜，工人全部死亡，事後調查報告指出當吊機上升時，吊機的吊板與搭碼互碰，釀成悲劇。

### 五屍命案
德福花園五屍命案是一宗轟動香港的謀殺案，發生於1998年7月21日，此案中五名女性因喝下兇手混合礦泉水及山埃的符水而死於C座5樓一單位內。兇手被中國內地的法院判處死刑。
案發單位於2007年10月連租約公開拍賣，底價100萬，唯無人承價，於是收回。